# Jak Ali Harvey
Jak Ali Harvey, dawniej: Jacques Harvey (ur. 5 kwietnia 1989) – turecki lekkoatleta urodzony na Jamajce, specjalizujący się w biegach sprinterskich.
W 2011 zdobył złoty medal uniwersjady w biegu na 100 metrów.
Do 24 lipca 2014 reprezentował Jamajkę.
W 2016 został wicemistrzem Europy w tej samej konkurencji. Półfinalista światowego czempionatu w Londynie (2017). Brązowy medalista lekkoatletycznych Mistrzostw Europy w 2018 w Berlinie w kategorii bieg na 100 metrów mężczyzn.

## Rekordy życiowe
- bieg na 100 metrów – 9,92 (12 czerwca 2016, Erzurum) rekord Turcji / 9,91w (15 sierpnia 2018, Bursa);
- bieg na 200 metrów – 20,38 (5 września 2015, Ankara).

## Osiągnięcia
| Rok     | Impreza                              | Miejsce        | Konkurencja        | Lokata     | Wynik   |
| Jamajka | Jamajka                              | Jamajka        | Jamajka            | Jamajka    | Jamajka |
| ------- | ------------------------------------ | -------------- | ------------------ | ---------- | ------- |
| 2010    | Młodzieżowe mistrzostwa NACAC        | Miramar        | bieg na 100 m      | 5. miejsce | 10,26   |
| 2011    | Uniwersjada                          | Shenzhen       | bieg na 100 m      | 1. miejsce | 10,14   |
| Turcja  |                                      |                |                    |            |         |
| 2015    | Mistrzostwa świata                   | Pekin          | bieg na 100 m      | półfinał   | 10,08   |
| 2016    | Mistrzostwa Europy                   | Amsterdam      | bieg na 100 m      | 2. miejsce | 10,07   |
| 2016    | Mistrzostwa Europy                   | Amsterdam      | sztafeta 4 × 100 m | eliminacje | 39,58   |
| 2016    | Igrzyska olimpijskie                 | Rio de Janeiro | bieg na 100 m      | półfinał   | 10,03   |
| 2016    | Igrzyska olimpijskie                 | Rio de Janeiro | bieg na 200 m      | eliminacje | 20,58   |
| 2016    | Igrzyska olimpijskie                 | Rio de Janeiro | sztafeta 4 × 100 m | eliminacje | 38,30   |
| 2017    | I liga drużynowych mistrzostw Europy | Vaasa          | sztafeta 4 × 100 m | 5. miejsce | 40,63   |
| 2017    | Mistrzostwa świata                   | Londyn         | bieg na 100 m      | półfinał   | 10,16   |
| 2018    | Igrzyska śródziemnomorskie           | Tarragona      | bieg na 100 m      | 1. miejsce | 10,10   |
| 2018    | Igrzyska śródziemnomorskie           | Tarragona      | sztafeta 4 × 100 m | 2. miejsce | 38,50   |
| 2018    | Mistrzostwa Europy                   | Berlin         | bieg na 100 m      | 3. miejsce | 10,01   |
| 2018    | Mistrzostwa Europy                   | Berlin         | sztafeta 4 × 100 m | 2. miejsce | 37,98   |
| 2018    | Puchar interkontynentalny            | Ostrawa        | bieg na 100 m      | 4. miejsce | 10,19   |
| 2018    | Puchar interkontynentalny            | Ostrawa        | sztafeta 4 × 100 m | 2. miejsce | 38,96   |
| 2019    | Mistrzostwa świata                   | Doha           | sztafeta 4 × 100 m | eliminacje | DQ      |
| 2021    | World Athletics Relays               | Chorzów        | sztafeta 4 × 100 m | eliminacje | 39,59   |
| 2022    | Igrzyska śródziemnomorskie           | Oran           | bieg na 100 m      | 1. miejsce | 10,15   |
| 2022    | Igrzyska śródziemnomorskie           | Oran           | sztafeta 4 × 100 m | 2. miejsce | 38,98   |
| 2022    | Mistrzostwa Europy                   | Monachium      | bieg na 100 m      | półfinał   | DQ      |
| 2022    | Mistrzostwa Europy                   | Monachium      | sztafeta 4 × 100 m | 7. miejsce | 39,20   |